# Liaoning Panjin Hongyun Zuqiu Julebu
Il Liaoning Panjin Hongyun Zuqiu Julebu (辽宁盘锦宏运足球俱乐部S, Liáoníng Pánjǐn Hóngyùn Zúqiú JùlèbùP), a volte tradotto come Liaoning Whowin Football Club, era una società calcistica cinese che militava nella China League One. Giocava le sue partite casalinghe allo Stadio Olimpico di Shenyang, nella provincia di Liaoning.
Ha giocato ai massimi livelli calcistici cinesi e vinto diversi campionati. Nella stagione 1989-1990 ha vinto, con il nome di Liaoning Dongyao, il campionato d'Asia per club battendo in finale il Nissan Motors. Tale successo l'ha reso il primo club cinese capace di aggiudicarsi il massimo trofeo continentale.

## Storia
La squadra di calcio era originariamente conosciuta come Northeast China quando l'organo di governo dello sport di Shenyang si è unito al team nel 1953, quando la Cina aveva da poco creato il campionato nazionale di calcio. Nel 1954 la squadra vince il suo primo campionato e continuerà ad essere una concorrente regolare all'interno della Chinese Super League fino al 1956 quando la squadra si divise per partecipare al campionato regionale. Il gruppo Shenyang sport rilevò il team e lo rinominò in Shenyang Sports Institute fino al 1959 quando il nome venne cambiato in Liaoning Football Club. La squadra arrivò vicina a vincere il titolo in diverse occasioni, ma solo dopo la Rivoluzione Culturale e il ritorno del calcio in Cina il Liaoning riuscì a vincere lo scudetto nel 1978. La trasformazione del campionato cinese in una competizione professionistica ha permesso al Liaoning di dominare sia in Cina così come in Asia durante gli anni ottanta e novanta. La transizione del Liaoning verso il professionismo fu comunque difficile e si la squadra si trovò relegata alla fine del 1995 ai margini del campionato. Con questa stagione di fatto si chiuse il predominio della squadra nel campionato cinese. La squadra ha dovuto trascorrere diverse stagioni in China League One prima di ottenere la promozione al livello superiore nella stagione 1998. Il club andò subito vicino alla conquista del titolo nazionale nel 1999, anno del ritorno in Chinese Super League, tuttavia persero lo scudetto per un punto a favore dello Shandong Luneng. Questo è stata una stagione luminosa in un periodo molto difficile per il Liaoning, tanto che nel 2002 il team del Liaoning fu venduto al Gruppo SVT per formare il Huludao Whowin. Nel 2003 il gruppo fu sponsorizzato da Zhongyu Automobile Company, senza tuttavia avere una fornitura costante di giovani da far entrare nella squadra maggiore.
Il 4 agosto 2006 il Liaoning Sport Technology College è diventato ufficialmente il principale azionista del club. Il 20 agosto 2006 il Gruppo Hongyun è diventato anche azionista di maggioranza all'interno della squadra e alla fine ha portato Wang Yi (王毅) a essere nominato presidente del club nell'aprile 2007. Uno dei suoi primi incarichi è stato quello di sciogliere la squadra giovanile del club chiamata Liaoning Guangyuan dopo che il loro periodo come squadra satellite nella S. League di Singapore li ha visti coinvolti in uno scandalo di partite truccate. Nella stagione del campionato 2008 il club è retrocesso, tuttavia nella stagione del campionato 2009 riuscì a vincere la seconda divisione e conquistare immediatamente la promozione in massima serie. Il club si è ristabilito nella massima serie ed è arrivato terzo nella stagione del 2011, che li ha visti qualificarsi per la massima competizione asiatica per la prima volta in 17 anni. Il club decise, però, di non partecipare alla AFC Champions League 2012 dopo che fu richiesto loro di giocare una partita di qualificazione per accedere al torneo vero e proprio.
Il 5 luglio 2016 il club ha ingaggiato il calciatore della Squadra nazionale di calcio della Nigeria, Anthony Ujah dal Werder Brema per la cifra record di 13 milioni di euro. La mossa non è stata un successo e il Liaoning Hongyun è retrocesso in League One ancora una volta dopo la stagione 2017, finendo all'ultimo posto. Anthony Ujah è stato venduto per 3,8 milioni di euro, quindi con una perdita significativa di circa 10 milioni di euro, al Magonza. Nella League One del 2018 il club non è riuscito a ottenere la promozione al primo tentativo. Insieme alla perdita di entrate non essendo in massima serie, il club avrebbe ammesso, all'inizio della stagione del campionato 2019, di essere in difficoltà finanziarie e di pagare in ritardo gli stipendi ai giocatori. All'inizio della stagione di League One 2020 il club era ancora una volta in ritardo nel pagamento degli stipendi dei giocatori e ha dovuto ricevere una proroga dalla Associazione calcistica cinese per concedere loro la registrazione per la nuova stagione. Il 24 febbraio 2020 il club ha finalmente consegnato il proprio bilancio alla federazione cinese, tuttavia diversi giocatori hanno immediatamente scritto alla federazione per affermare che i bilanci consegnati dal club erano fraudolenti e non erano ancora stati pagati. Il club ha ricevuto ancora una volta un'estensione dalla CFA, ma ha dovuto saldare tutti gli stipendi dovuti, prima di ottenere la registrazione per giocare in campionato. Alla luce di ciò, il debito del club è stato scoperto essere 376.140.492,50 Yuan (48.373.237,76 €) al 19 maggio 2019, mentre i loro costi operativi per tutta la stagione erano stati di 100 milioni di Yuan e stavano attivamente cercando investitori, in particolare il governo locale della città di Shenyang o rischiavano la bancarotta.
L'11 marzo 2020 il club neopromosso in League One, lo Shenyang Urban FC si è interessato alla fusione e all'integrazione dei club. Il proprietario del club Zhuang Yi era un ex giocatore del Liaoning e ha dichiarato pubblicamente di voler creare un nuovo club di Liaoning. Il 12 marzo 2020, il Liaoning è stato ufficialmente sciolto. Zhuang Yi ricevette immediatamente tutti i giocatori di tutte le sfere del Liaoning e iniziò ad integrare le due squadre. Il 13 marzo 2020 lo Shenyang Urban FC ha cambiato ufficialmente il proprio nome in Liaoning Shenyang Urban FC.
Il 23 maggio 2020, il Liaoning Football Club è stato squalificato dal CFA a causa di arretrati salariali.

## Cronistoria

### Denominazioni[22][23]
- Nel 1953: Dongbei Ti Xun Ban Zuqiu Dui (东北体训班足球队S; Northeast China Football Club)
- Nel 1954: Dongbei Tiyu Xueyuan Dui (东北体育学院队S; Northeast China Football Club)
- Nel 1955: Shenyang Tiyu Xueyuan Jingji Ke Dui (沈阳体育学院竞技科队S; Shenyang Sports Institute)
- Dal 1956 al 1957: Liaoning Dui (辽宁队S; Liaoning Team)
- Dal 1957 al 1959: Shenyang Dui (沈阳队S; Shenyang Team)
- Dal 1959 al 1985: Liaoning Sheng Zuqiu Dui (辽宁省足球队S; Liaoning Football Club)
- Dal 1985 al 1988: Liaoning Dongyao Dui (辽宁东药队S)
- Dal 1988 al 1994: Liaoning Dongyao Qiye Jituan Zuqiu Julebu (辽宁东药企业集团足球俱乐部S; Liaoning Dongyao Football Club)
- Nel 1994: Liaoning Yuandong Zuqiu Julebu (辽宁远东足球俱乐部S; Liaoning Fast East Football Club)
- Nel 1994: Liaoning Xinshijie Zuqiu Julebu (辽宁新世界足球俱乐部S; Liaoning New World Football Club)
- Nel 1995: Liaoning Zuqiu Julebu (辽宁足球俱乐部S; Liaoning Football Club)
- Dal 1996 al 1997: Liaoning Hangxing Zuqiu Julebu (辽宁航星足球俱乐部S; Liaoning Sailstar Football Club)
- Nel 1997: Liaoning Shuangxing Zuqiu Julebu (辽宁双星足球俱乐部S; Liaoning Double Star Football Club)
- Nel 1998: Liaoning Tianrun Zuqiu Julebu (辽宁天润足球俱乐部S; Liaoning Tianrun Football Club)
- Nel 1999: Liaoning Fushun Jianlibao Zuqiu Julebu (辽宁抚顺健力宝足球俱乐部S; Liaoning Fushun Jianlibao Football Club)
- Nel 1999: Liaoning Fushun Shuangling Zuqiu Julebu (辽宁抚顺双菱足球俱乐部S; Liaoning Fushun Shuangling Football Club)
- Dal 2000 al 2001: Liaoning Fushun Tegang Zuqiu Julebu (辽宁抚顺特钢足球俱乐部S; Liaoning Fushun Special Steel Football Club)
- Nel 2002: Bodao Zhandou Zuqiu Julebu (波导战斗足球俱乐部S; Beijing Bird Football Club)
- Nel 2003: Liaoning Zuqiu Julebu (辽宁足球俱乐部S; Liaoning Football Club)
- Nel 2003: Beijing Sanyuan Zuqiu Julebu (北京三元足球俱乐部S; Beijing Sanyuan Football Club)
- Nel 2003: Liaoning Zuqiu Julebu (辽宁足球俱乐部S; Liaoning Football Club)
- Dal 2003 al 2004: Liaoning Zhongshun Qiche Zuqiu Julebu (辽宁中顺汽车足球俱乐部S; Liaoning Polarsun Automobile)
- Dal 2004 al 2006: Liaoning Zhongyu Zuqiu Julebu (辽宁中誉足球俱乐部S; Liaoning Zhongyu Football Club)
- Nel 2006: Liaoning Zuqiu Julebu (辽宁足球俱乐部S; Liaoning Football Club)
- Dal 2006 al 2007: Liaoning Huludao Gang Zuqiu Julebu (辽宁葫芦岛港足球俱乐部S; Liaoning Huludao Harbor Football Club)
- Nel 2007: Liaoning Xiyang Zuqiu Julebu (辽宁西洋足球俱乐部S; Liaoning Xiyang Football Club)
- Dal 2008 al 2013: Liaoning Hongyun Zuqiu Julebu (辽宁宏运足球俱乐部S; Liaoning Whowin Football Club)
- Dal 2013 al 2020: Liaoning Panjin Hongyun Zuqiu Julebu (辽宁盘锦宏运足球俱乐部S)

### Campionati nazionali
| Stagione | 1954 | 1955 | 1956 | 1957 | 1958 | 1960 | 1961 | 1962 | 1963 | 1964 | 1965 | 1973 | 1974 | 1976 | 1977 | 1978 | 1979 | 1980 | 1981 | 1982 | 1983 | 1984 | 1985 | 1986 | 1987 | 1988 | 1989 | 1990 | 1991 |
| -------- | ---- | ---- | ---- | ---- | ---- | ---- | ---- | ---- | ---- | ---- | ---- | ---- | ---- | ---- | ---- | ---- | ---- | ---- | ---- | ---- | ---- | ---- | ---- | ---- | ---- | ---- | ---- | ---- | ---- |
| Division | 1    | 1    | 1    | 1    | 1    | 1    | 1    | 1    | 1    | 1    | 1    | 1    | 1    | 1    | 1    | 1    | 1    | 1    | 1    | 1    | 1    | 1    | 1    | 1    | 1    | 1    | 1    | 1    | 1    |
| Position | 1    | 5    | 3    | 10   | 2    | 2    | 7    | 3    | 2    | 8    | 9    | 3    | 4    | 1    | 7    | 1    | 2    | 2    | 8    | 6    | 4    | 3    | 1    | 4    | 1    | 1    | 2    | 1    | 1    |

| Stagione  | 1992 | 1993 | 1994 | 1995 | 1996 | 1997 | 1998 | 1999 | 2000 | 2001 | 2002 | 2003 | 2004 | 2005 | 2006 | 2007 | 2008 | 2009 | 2010 | 2011 | 2012 | 2013 | 2014 | 2015 |
| --------- | ---- | ---- | ---- | ---- | ---- | ---- | ---- | ---- | ---- | ---- | ---- | ---- | ---- | ---- | ---- | ---- | ---- | ---- | ---- | ---- | ---- | ---- | ---- | ---- |
| Divisione | 1    | 1    | 1    | 1    | 2    | 2    | 2    | 1    | 1    | 1    | 1    | 1    | 1    | 1    | 1    | 1    | 1    | 2    | 1    | 1    | 1    | 1    | 1    | 1    |
| Position  | 1    | 1    | 4    | 12   | 4    | 9    | 2    | 2    | 8    | 3    | 5    | 6    | 4    | 10   | 13   | 9    | 15   | 1    | 7    | 3    | 10   | 10   | 10   | 12   |

### Coppa della Cina
| Stagione  | 1956        | 1960        | 1984     | 1985     | 1986     | 1990          | 1991        | 1992             | 1995             | 1996          |
| --------- | ----------- | ----------- | -------- | -------- | -------- | ------------- | ----------- | ---------------- | ---------------- | ------------- |
| Risultati | Non entrata | Non entrata | Campioni | 6º posto | Campioni | Fase a gironi | Semi-finale | Quarti di finale | Quarti di finale | Secondo Turno |

| Stagione  | 1997          | 1998          | 1999          | 2000             | 2001          | 2002          | 2003       | 2004        | 2005             | 2006        | 2011        | 2012        | 2013             | 2014        | 2015        |
| --------- | ------------- | ------------- | ------------- | ---------------- | ------------- | ------------- | ---------- | ----------- | ---------------- | ----------- | ----------- | ----------- | ---------------- | ----------- | ----------- |
| Risultato | Secondo turno | Secondo posto | Secondo turno | Quarti di finale | Secondo Turno | Secondo posto | Sedicesimi | Primo turno | Quarti di finale | Primo turno | Terzo Turno | Semi-Finali | Quarti di finale | Terzo Turno | Terzo Turno |

### CSL Cup
| Stagione  | 2004             | 2005             |
| --------- | ---------------- | ---------------- |
| Risultato | Quarti di Finale | Quarti di Finale |

### Competizioni Asiatiche
| Stagione     | 1986        | 1987        | 1990     | 1991          | 1993        | 1994         | 1995          | 2012     |
| ------------ | ----------- | ----------- | -------- | ------------- | ----------- | ------------ | ------------- | -------- |
| Competizione | ACC         | ACC         | ACC      | ACC           | ACC         | ACC          | ACC           | ACC      |
| Posizione    | Preliminari | Terzo posto | Campioni | Secondo posto | Terzo Round | Quarto posto | Fase a gironi | Ritirata |

## Palmarès

### Competizioni nazionali
- Chinese Super League: 10

1951, 1954, 1978, 1985, 1987, 1988, 1990, 1991, 1992, 1993
- China League One: 1

2009
- Coppa della Cina: 2

1984, 1986
- Supercoppa di Cina: 1

2000

### Competizioni internazionali
- AFC Champions League: 1

1989-1990

### Altri piazzamenti
- Campionato cinese:

Secondo posto: 1958, 1960, 1963, 1979, 1980, 1989, 1998, 1999
Terzo posto: 1956, 1962, 1973, 2001, 2011
- Coppa della Cina:

Finalista: 1998, 2002
Semifinalista: 1991, 2012
- China League One:

Secondo posto: 1998
- AFC Champions League:

Finalista: 1990-1991
Terzo posto: 1986

## Organico

### Rosa 2017
Aggiornata al 18 maggio 2017
| N. |                   | Ruolo | Calciatore             |
| -- | ----------------- | ----- | ---------------------- |
| 1  | Cina (bandiera)   | P     | Liu Weigou             |
| 3  | Cina (bandiera)   | D     | Wu Gaojun              |
| 4  | Cina (bandiera)   | C     | Sun Shilin             |
| 5  | Cina (bandiera)   | D     | Yang Shanping          |
| 6  | Cina (bandiera)   | C     | Yang Yu                |
| 8  | Cina (bandiera)   | A     | Zhang Ye               |
| 9  | Cina (bandiera)   | C     | Zhao Junzhe (capitano) |
| 11 | Cina (bandiera)   | D     | Zheng Tao              |
| 12 | Zambia (bandiera) | A     | James Chamanga         |
| 14 | Cina (bandiera)   | A     | Wang Hao               |
| 15 | Cina (bandiera)   | D     | Song Chen              |
| 16 | Cina (bandiera)   | C     | Zhang Tianlong         |
| 17 | Cina (bandiera)   | C     | Wang Liang             |
| 18 | Cina (bandiera)   | C     | Ni Yusong              |
| 19 | Cina (bandiera)   | C     | Zhang Jingyang         |

| N. |                         | Ruolo | Calciatore               |
| -- | ----------------------- | ----- | ------------------------ |
| 20 | Cina (bandiera)         | C     | Jin Taiyan               |
| 21 | RD del Congo (bandiera) | D     | Assani Lukimya-Mulongoti |
| 22 | Cina (bandiera)         | D     | Wang Liang               |
| 23 | Cina (bandiera)         | A     | Wang Jiao                |
| 24 | Cina (bandiera)         | P     | Zheng Zhenqiang          |
| 25 | Cina (bandiera)         | D     | Lu Qiang                 |
| 26 | Cina (bandiera)         | A     | Feng Boyuan              |
| 27 | Cina (bandiera)         | C     | Hu Yanqiang              |
| 28 | Cina (bandiera)         | P     | Shi Xiaotian             |
| 29 | Cina (bandiera)         | C     | Wang Fa                  |
| 31 | Cina (bandiera)         | D     | Liu Shangkun             |
| 32 | Cina (bandiera)         | A     | Lei Yongchi              |
| 37 | Nigeria (bandiera)      | A     | Anthony Ujah             |

### Formazione riserve
| N. |                 | Ruolo | Calciatore   |
| -- | --------------- | ----- | ------------ |
| 41 | Cina (bandiera) | D     | Tian Runze   |
| 42 | Cina (bandiera) | C     | Cao Jiahong  |
| 43 | Cina (bandiera) | D     | Liu Jiaxin   |
| 44 | Cina (bandiera) | A     | Dong Xiang   |
| 45 | Cina (bandiera) | C     | Gao Jian     |
| 46 | Cina (bandiera) | D     | Wang Weipu   |
| 47 | Cina (bandiera) | D     | Wang Jiawang |
| 48 | Cina (bandiera) | C     | Wang Jiao    |

| N. |                 | Ruolo | Calciatore   |
| -- | --------------- | ----- | ------------ |
| 49 | Cina (bandiera) | C     | He Yaqi      |
| 50 | Cina (bandiera) | D     | Wang Yuzhuo  |
| 51 | Cina (bandiera) | C     | Wang Zhihui  |
| 52 | Cina (bandiera) | C     | Yang Jin     |
| 53 | Cina (bandiera) | P     | Pei Chensong |
| 54 | Cina (bandiera) | A     | Jiang Jun    |
| 55 | Cina (bandiera) | C     | Liu Tiankuo  |
| 56 | Cina (bandiera) | C     | Huang Lie    |

### Staff tecnico
- Ma Lin- Allenatore
- Chen Yang- Vice-allenatore
- Sun Xianyi- Allenatore Portieri
- Chen Yang - Preparatore atletico
- Pei Junchang- Dottore del Team
- Li Chunheng- Dottore del Team